# La tía Julia y el escribidor
La tía Julia y el escribidor (Brasil: Tia Júlia e o Escrevinhador / Portugal: A Tia Júlia e o Escrevedor) é o sétimo livro do autor ganhador do prêmio Nobel, Mario Vargas Llosa. O livro é uma critica a hierarquia de castas sociais e raciais.
O escritor narra a história, mesclando humor e romance, de um jovem peruano, chamado Varguitas, que tem ambições literárias e se apaixona por uma tia com quase o dobro da sua idade. Corre em paralelo a esse romance proibido, na moralista Lima dos anos 50, o drama de Varguitas e Pedro Camacho, autor excêntrico de radionovelas cujos enredos mirabolantes fascinam os peruanos. As novelas vão muito bem, até o dia em que Pedro Camacho, sobrecarregado por "obsessões argentinas", começa a confundir enredos e personagens.